# Malcolm Lincoln

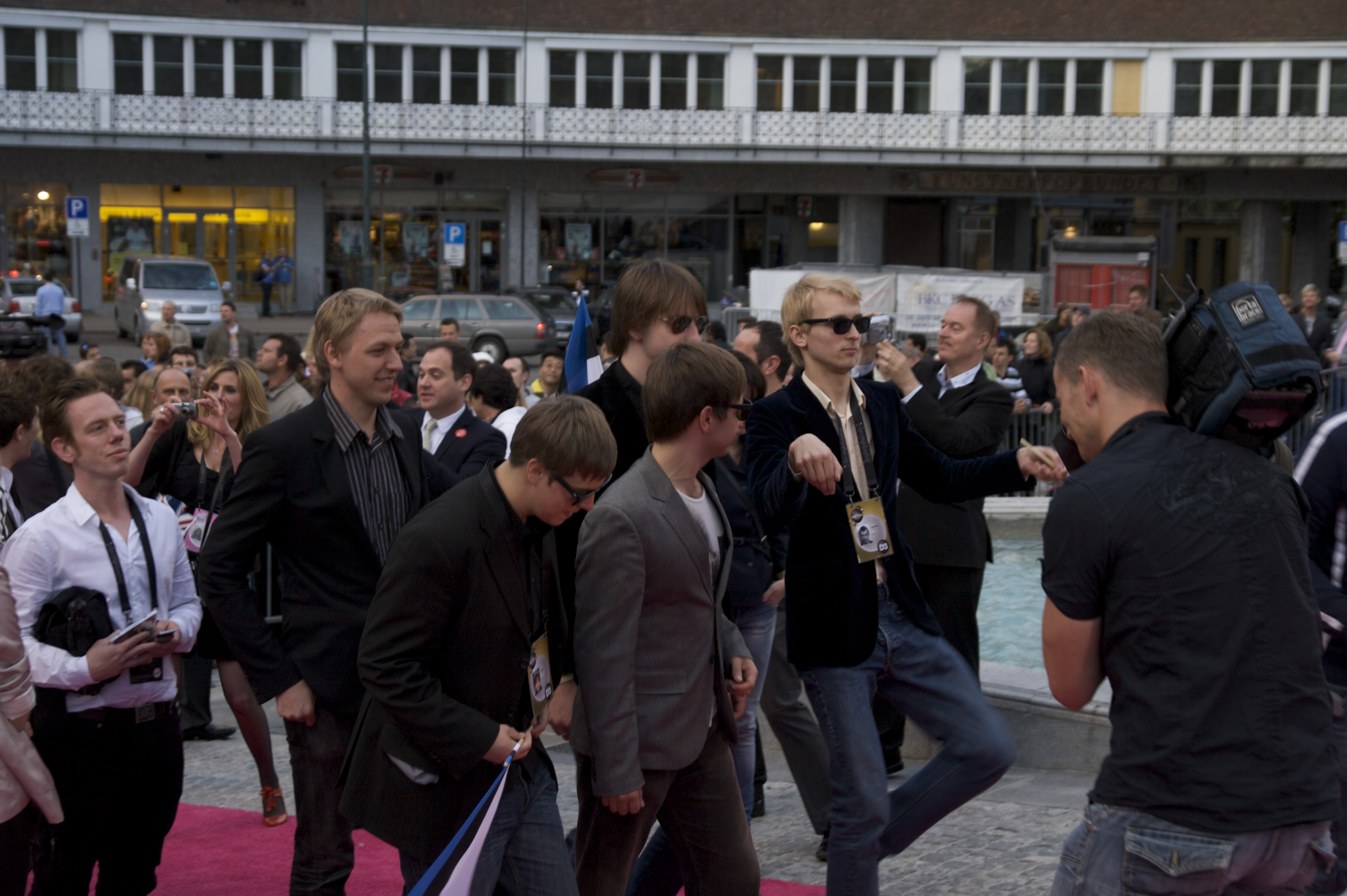
Malcolm Lincoln (2010)

Malcolm Lincoln é um grupo de músicos da Estónia.
Representaram o seu país, a Estónia, no Festival Eurovisão da Canção 2010, em Oslo, Noruega, com a música Siren, cantada exclusivamente em inglês.